# 齐己
齐己（863年—937年），俗名胡得生，晚年自号衡岳沙门，湖南宁乡人，唐朝晚期诗僧。

## 生平
863年，齐己出生江南道潭州益阳县同度寺（今湖南省长沙市宁乡市沩山乡祖塔村）的一个佃户家庭，家境贫寒。6岁多就和其他佃户家庭的孩子一起为寺庙放牛，一边放牛时一边学习、作诗，常常用竹枝在牛背上写诗，而且诗句语出天然，同度寺的和尚们为寺庙声誉，便劝说齐己出家为僧，拜荆南宗教领袖仰山慧寂为师傅。
齐己出家后，更加热爱写诗。成年后，齐己出外游学，云游期间曾自稱「衡岳沙弥」。 登岳阳，望洞庭，又过长安，遍览终南山、华山等风景名胜，还到过江西等地。这段游学生活丰富了他的写作素材。且他的不少名作佳作是在外游历时写的。
齐己云游天下的时候，曾拿他的诗作《早梅》請教诗人郑谷。诗句是：「万木冻欲折，孤根暖独回。前村深雪里，昨夜数枝开。风递幽香出，禽窥素艳来。明年犹应律，先发映春台」。郑谷阅读后，笑着说：「数枝」非早，不如「一枝」更佳。齐己听后，对郑谷肃然起敬，顶地膜拜。此后，人们便称郑谷为齐己的“一字之师”。
齐己游历天下回到长沙时，他的名声已经显赫天下，湖南节帅幕府中的诗人徐东野曾评价他说：“我辈所作，皆拘于一途，非所谓通方之士。若齐己，才高思远，无所不通，殆难及矣”。
921年，齐己在去四川途中路过荆州，被节帅高季兴挽留，安置在龙兴寺，并任命为僧正。齐己在荆州，虽然月俸丰厚，但是他并不喜好钱财，于是写作了《渚宫莫问篇》十五章，以表明他的高洁志向。齐己在荆州期间写了许多诗，76岁的齐己圆寂于江陵县。 死后以《白莲集》传于世。 

## 风格
齐己为人秉性高洁，其貌不扬，不喜欢攀龙附凤，拜谒王侯卿相。他的颈部长了一个瘤赘，时人戏称之为“诗囊”。他的性格豪放，平日破衲拥身，枲麻缠膝，怡然自得。齐己的诗作题材以山水风景为多，但是并不特意宣扬佛教遁世归隐、轮回报应的教理，与贯休非常相似。齐己的诗作特色為讽刺纨绔子弟骄奢淫逸的生活，对劳动人民深表同情。齐己的诗作数量丰富，讲究以禅入诗，传世诗歌有852首之多，《全唐诗》收录他的诗歌数量名列李白、杜甫、白居易、元稹之后，名列第五位。 齐己对诗歌理论有深入研究，著有《风骚旨格》1卷，阐述诗的格式、类别、题材与写作方法，对唐朝以后历朝诗歌有影响。齐己的书法也非常优秀，尤其擅长行书，笔迹洒落，并且与他的诗作一起传布四方。

## 作品

### 诗集
《白莲集》

### 诗论
《风骚旨格》

## 评价
唐朝徐东野评价齐己说：“我辈所作，皆拘于一途，非所谓通方之士。若齐己，才高思远，无所不通，殆难及矣”。
唐朝尚颜：诗为儒者禅，此格的惟仙。古雅如周颂，清和甚舜弦。
元朝辛文房：性放逸，不滞土木形骸，颇任琴樽之好。尝撰《玄机分别要览》一卷，摭古人诗联，以类分次，仍别风、赋、比、兴、雅、颂。又撰《诗格》一卷。又与郑谷、黄损等共定用韵，为葫芦、辘轳、进退等格，并其《白莲集》十卷，今传。
明朝胡震亨：齐己诗清润平淡，亦复高远冷峭，一经都官点化，《白莲》一集，驾出《云台》之上，可谓智过其师。
清朝吴乔：齐己《剑客》诗，杰作也。“夜来何处火，烧出古人冢”，非晚唐人无此诗思。
清朝薛雪：唐释齐己作《风骚旨格》，六诗、六义、十体、十势、二十式、四十门、六断、三格，皆系以诗，不减司空表圣。独是“十势”立名最恶，宛然少年棍谱，暇日当为易去乃妙。
清朝纪昀：唐诗僧以齐己为第一。又：唐代缁流能诗者众。其有集传於今者，惟皎然、贯休及齐己。皎然清而弱。贯休豪而粗。齐己七言律诗不出当时之习。及七言古诗以卢仝、马异之体缩为短章，诘屈聱牙，尤不足取。惟五言律诗居全集十分之六。虽颇沿武功一派，而风格独遒。如《剑客》、《听琴》、《祝融峰》诸篇，犹有大历以还遗意。其绝句中《庚午年十五夜对月》诗曰：“海澄空碧正团圞，吟想元宗此夜寒。玉兔有情应记得，西边不见旧长安。”惓惓故君，尤非他释子所及。宜其与司空图相契矣。

## 脚注
1. ↑  唐朝尚颜《读齐己上人集》
2. ↑  元朝辛文房《唐才子传》卷九
3. ↑  明朝胡震亨《唐音癸签》卷八
4. ↑  清朝吴乔《围炉诗话》卷二
5. ↑  清朝 薛雪《一瓢诗话》
6. ↑  清朝纪昀《四库总目提要》卷一五一